# Isopogon
Genre
Classification APG III (2009)
Isopogon est un genre de plantes à fleurs de la famille des Protéacées. Ce sont des arbustes endémiques dans toute l'Australie. Il en existe 35 espèces dans le genre, dont 27 poussent en Australie-Occidentale.
Ce sont des arbustes de petite taille ou des plantes rampantes. 
Plusieurs espèces sont cultivées mais elles sont moins bien connues ou cultivés que les autres Proteaceae telles que les Banksia ou les Grevillea.

## Listes des espèces
- I. adenanthoides
- I. alcicornis
- I. anethifolius
- I. anemonifolius
- I. asper
- I. attenuatus
- I. axillaris
- I. baxteri
- I. buxifolius
- I. ceratophyllus
- I. cuneatus
- I. dawsonii
- I. divergens
- I. drummondii
- I. dubius (=roseus)
- I. fletcheri
- I. formosus
- I. latifolius
- I. linearis
- I. longifolius
- I. menoraifolius
- I. petiolaris
- I. polycephalus
- I. prostratus
- I. scaber
- I. scabriusculus
- I. sphaerocephalus
- I. teretifolius
- I. tridens
- I. trilobus
- I. uncinatus
- I. villosus

## Liste d'espèces
Selon NCBI (17 févr. 2011) :
- Isopogon anethifolius
- Isopogon buxifolius
- Isopogon latifolius
- Isopogon longifolius
- Isopogon sphaerocephalus